# 圣阿列克谢俄罗斯纪念教堂

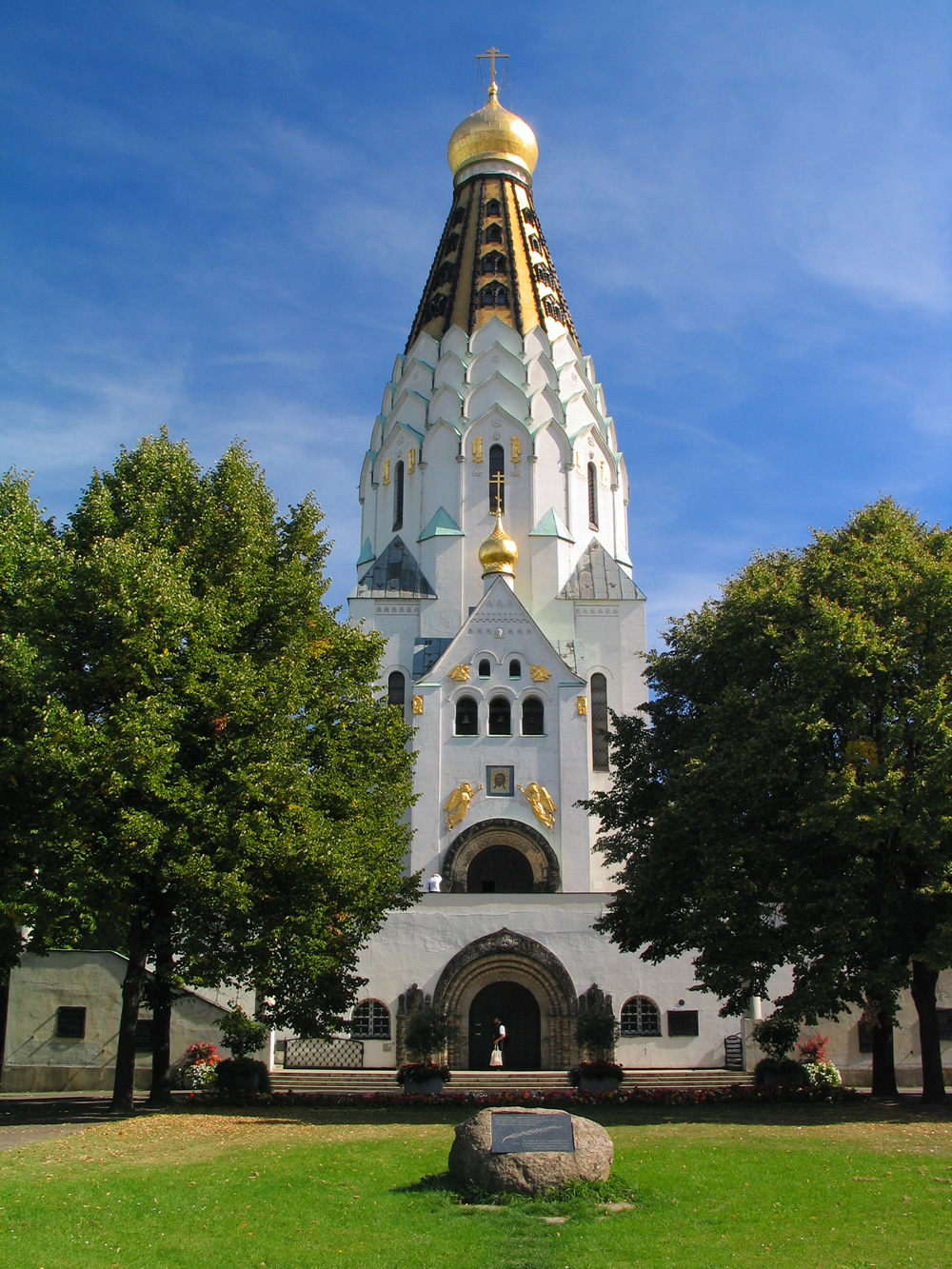
圣阿列克谢俄罗斯纪念教堂

圣阿列克谢俄罗斯纪念教堂（德语：St.-Alexi-Gedächtniskirche zur Russischen Ehre，俄语：Свято-Алексиевский храм-памятник Русской Славы）是俄罗斯东正教会在莱比锡的教堂。 

## 建筑
这座教堂是莫斯科复活教堂Kolomenskoje的复制品（建于1530年至1532年，1994年列为世界遗产），俄罗斯帐篷顶，诺夫哥罗德风格。这座教堂是用来纪念在1813年莱比锡战役中阵亡的 22.000名俄国士兵，座落在莱比锡的菲利普罗森塔尔大街与Semmelweisstraße转角，靠近德意志国家图书馆。
教堂的建筑师是弗拉基米尔·波克罗夫斯基（1871年至1931年），在圣彼得堡、下诺夫哥罗德和莫斯科都有他的作品。莱比锡的俄罗斯纪念教堂在1912年12月28日开始动工，经过10个月的施工期，到1913年10月17日，莱比锡战役一百周年的第二天开幕，次日祝圣。建造费用为100万德国金马克和25万卢布，其中一半以上是来自捐款资助。